# I Can See Clearly Now (album)
I Can See Clearly Now è un album di Johnny Nash pubblicato nel 1972.

## Tracce
1. Stir It Up – 3:04
2. That's the Way We Get By – 2:55
3. Guava Jelly – 3:16
4. So Nice While It Lasted – 3:38
5. Ooh Baby You've Been Good to Me – 2:34
6. You Poured Sugar on Me – 3:28
7. I Can See Clearly Now – 2:46
8. Comma Comma – 3:01
9. We're All Alike – 2:31
10. How Good It Is – 2:42
11. Cream Puff – 2:18
12. There Are More Questions Than Answers – 2:47